# Exposición canina

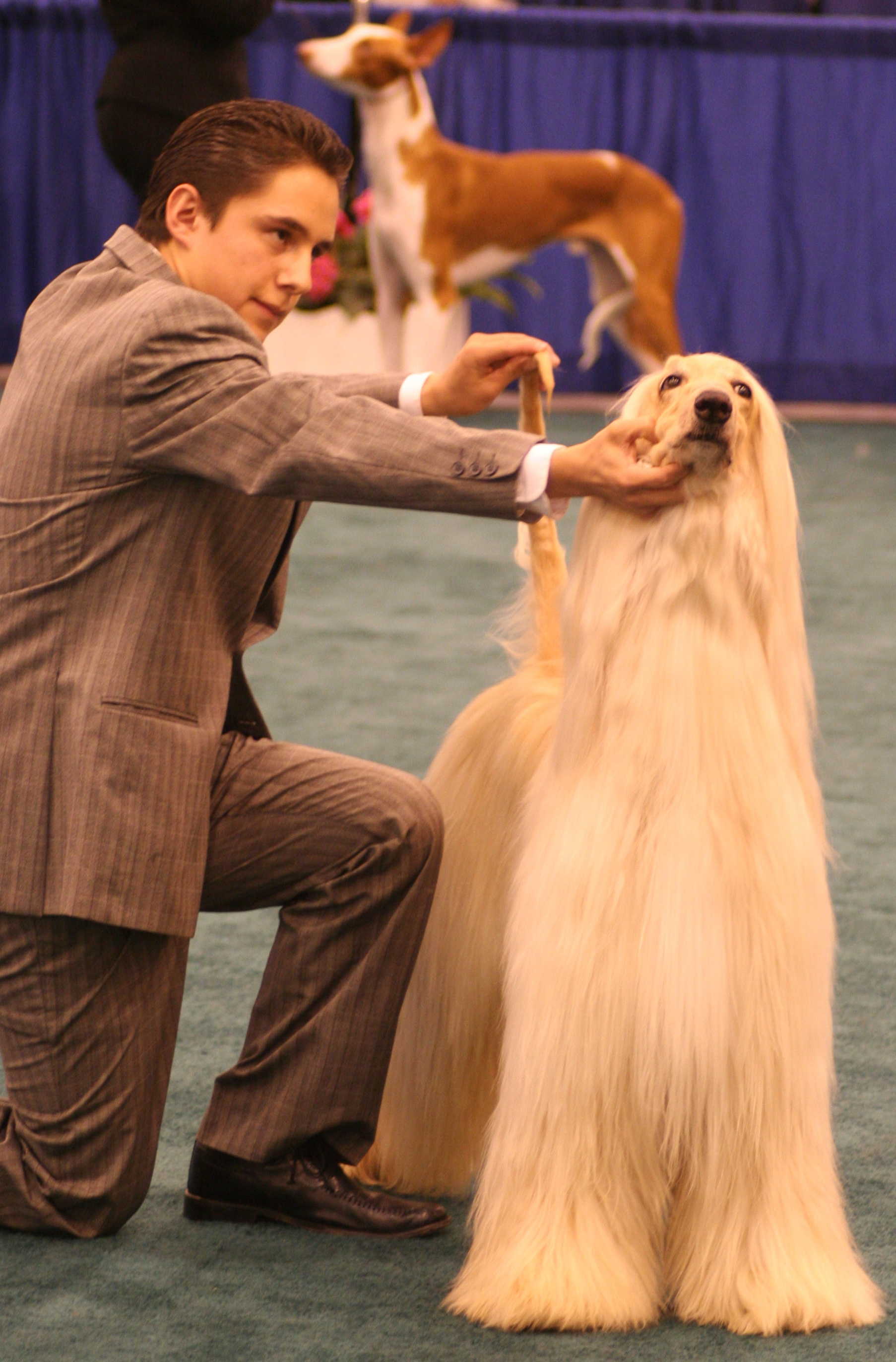
Un ejemplar de Lebrel afgano.

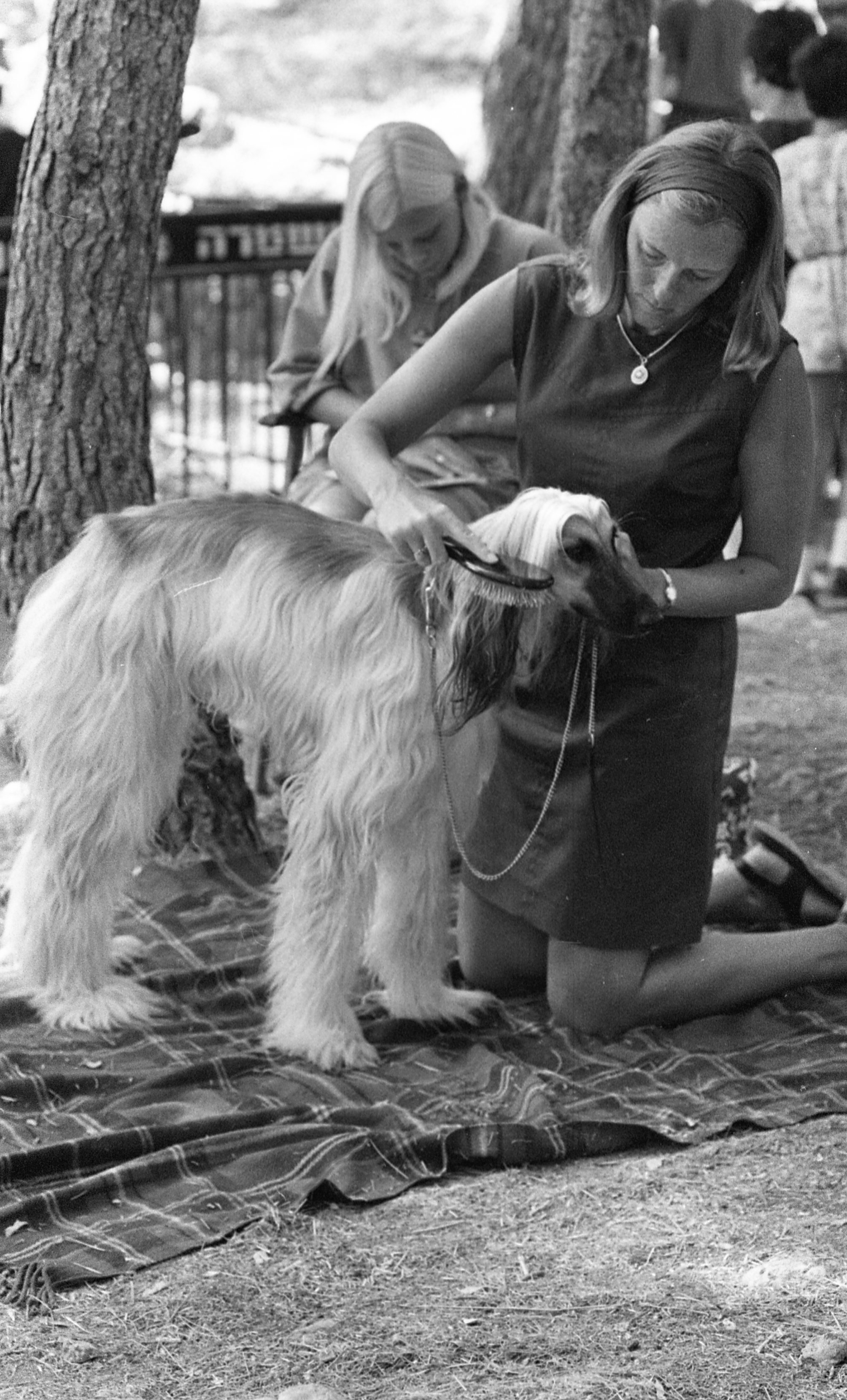
Exposición canina, Israel 1969

Una exposición canina es un concurso donde jueces familiarizados con distintas razas evalúan cuan bien conformado se encuentra un perro en comparación con el estándar racial. Las exposiciones caninas se llevan a cabo típicamente bajo los auspicios de una asociación o club nacional de registros caninos. En los niveles más altos está el campeonato de todas las razas que tiene clases separadas para la mayoría de castas. También existen exposiciones para una raza o grupo específico organizadas generalmente por el club o asociación respectivo y se conocen como exposiciones de especialidad o monográficas. La primera exposición canina fue llevada a cabo en Newcastle upon Tyne, Inglaterra en el año 1859.

## Evaluación
Los jueces caninos tratan de identificar aquellos perros que se encuadran mejor dentro de los estándares publicados para cada raza. Esto puede ser muy retador, debido a que muchas evaluaciones serán necesariamente subjetivas. Por ejemplo, que significa exactamente "cabeza alargada" o "actitud alegre" descripciones que están en el estándar de la raza.
Estrictamente hablando, una exposición canina no consiste en una exacta comparación entre un perro y otro, sino una comparación de cada perro con un paradigma de ejemplar ideal que tiene el juez con base en el estándar de la raza, que contiene los atributos de una determinada raza y su lista de puntos de conformidad. Basado en esto, un perro es colocado en mejor lugar que otro en el escalafón. Los jueces que evalúan todas las razas deben tener por esto, conocimientos vastos y la habilidad (o no) del ser humano de retener todos estos detalles mentales para cientos de razas, además de mantener su objetividad incluso sobre preferencias personales. Esto es materia de intenso debate ya que el mundo de los perros de pura raza puede ser tan viciado como cualquier otro ámbito, pudiendo existir favoritismos, nepotismos, coimas e incluso dopaje.

## El ganador
Los perros compiten en una exposición canina para acumular puntos con miras a obtener el título de Campeón. Cada vez que un perro gana en alguna instancia de la exposición, acumula puntos para el campeonato. El número de puntos que acumula varía de conformidad al nivel o instancia en la que se encuentra la exposición, del número de perros que compiten y de si la exposición es larga o corta. También, el número de puntos necesarios para alcanzar un título de campeón varía de país en país, de asociación en asociación.

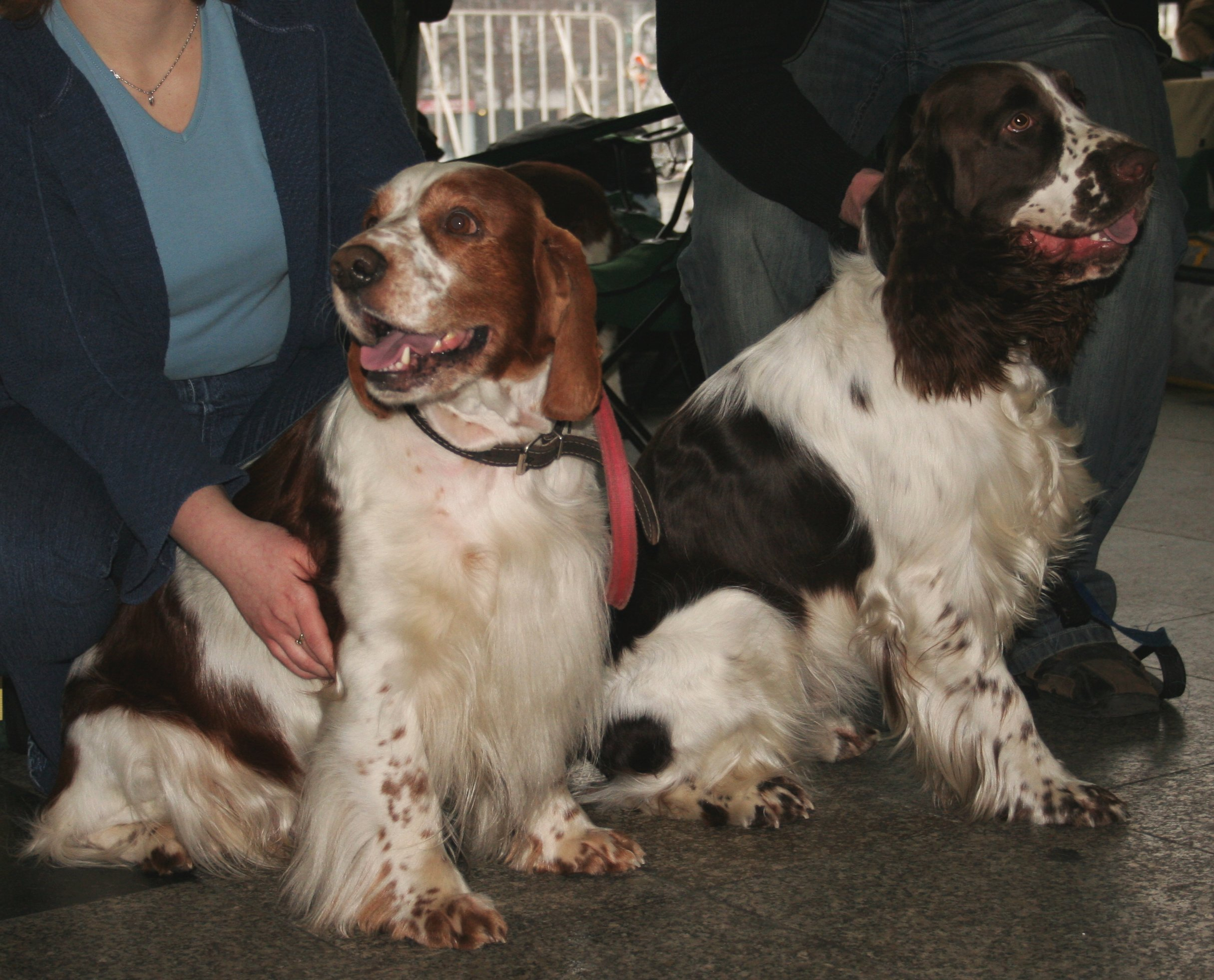
Perros de exposición.

Los perros compiten en forma jerárquica en cada competencia, en la que los ganadores de instancias inferiores son gradualmente combinados con otros ganadores, estrechándose cada vez la competencia hasta el punto en el que se escoge al Mejor Ejemplar de Exposición. En las instancias inferiores se divide a los perros por raza y en cada raza se los divide por género y edad. Los machos se juzgan antes que las hembras.

## Exposiciones prestigiosas
Las exposiciones caninas tienen lugar durante todo el año en varias locaciones. Algunas son locales y pequeñas, mientras que otras son grandes sean nacionales o internacionales. Algunas exposiciones son tan grandes que limitan su entrada a perros que ya hayan ganado algún campeonato. Por esto, ganar un ""Mejor de la raza"" o un ""Mejor de la exposición"" puede elevar la categoría y reputación del perro, del criador y del club o asociación de origen y esto podría verse reflejado en un incremento en los precios de los cachorros de su respectiva propiedad. También incrementa su popularidad ya que mucha gente decidirá que desean un perro de la misma raza y "justo como el que vi ganando la competencia" (lo cual lleva generalmente a una reproducción irresponsable y en masa de la raza por parte de criadores sin ética que encuentran en la popularidad de la raza una oportunidad para lucrarse).
Probablemente las dos mejores, más grandes y prestigiosas competencias anuales son Westminster Kennel Club Dog Show en los Estados Unidos de América y Crufts en el Reino Unido.